# Mimosa capuronii
Mimosa capuronii är en ärtväxtart som beskrevs av Villiers. Mimosa capuronii ingår i släktet mimosor, och familjen ärtväxter. Inga underarter finns listade i Catalogue of Life.